# Kibeho
Kibeho ist ein Ort in den hohen Bergen im südwestlichen Ruanda in der Südprovinz (ehemals Provinz Gikongoro), rund 20 km von der burundischen Grenze entfernt. An dem Ort kam es während des Völkermordes von 1994 und am 22. April 1995 zu Massakern.

## Wallfahrtsort
1934 wurde eine Pfarrei in Kibeho gegründet und der Jungfrau Maria geweiht. Am 28. November 1981 soll es erstmals zu Marienerscheinungen gekommen sein; die „nyina wa jambo“ (Mutter des Wortes) soll sich offenbart und zur Umkehr, Buße und Versöhnung aufgerufen haben. 1988 gab Bischof Augustin Misago seine Erlaubnis für die Marienverehrung und Kibeho wurde zu einem Wallfahrtsort, zum „Lourdes von Ruanda“, entwickelt. Im November 2001 wurden die Marienerscheinungen von der römisch-katholischen Kirche in Rom anerkannt – es war die erste anerkannte Marienerscheinung in Afrika. Kibeho ist der einzige vom Vatikan anerkannte Wallfahrtsort in Afrika. Der Ort galt als ein Wahrzeichen für den Siegeszug des Katholizismus in Afrikas christlichstem Land (gemessen am Anteil der Christen an der Bevölkerung). 2003 wurde eine neue, größere Wallfahrtsbasilika gebaut.

## Massaker von Kibeho
Während des Völkermordes von 1994, dem innerhalb von 100 Tagen fast eine Million Menschen zum Opfer fielen, strömten viele Menschen nach Kibeho, da sie sich an einem Wallfahrtsort sicher wähnten. Am 14. April begann das Massaker von Kibeho, zunächst an den 15.000 Flüchtlingen, die auf dem vermeintlich sicheren Gelände rund um die Wallfahrtskirche und in der Kirche selbst Schutz gesucht hatten. Im Internat Marie Mercie wurden 82 Schüler im Speisesaal der Schule niedergemetzelt. Es dauerte zwei Tage, bis alle zu Tode gehackt, erschossen oder zum Teil lebendig verbrannt waren. Zeugen beschuldigen Lehrer, Priester und Nonnen, die Morde unterstützt zu haben. Schuldirektor Emmanuel Uwayezu und Bischof Augustin Misago mussten sich vor Gericht verantworten. Beide wurden im Jahre 2000 freigesprochen. Prozess-Beobachter werteten die Freisprüche auch als Zeichen, dass die Kagame-Regierung das Verhältnis zur katholischen Kirche nicht weiter belasten wollte.

## Massaker im Flüchtlingslager
In Kibeho bestand ein Flüchtlingslager für aus dem Kongo repatriierte Ruander, die nach dem Völkermord geflohen waren, darunter auch viele Génocidaires. Am 18. April 1995 wurde das Lager von der ruandischen Armee abgeriegelt. Am 22. April 1995 erfolgte ein gewaltsamer Ausbruchsversuch der Génocidaires. Dabei kamen zahlreiche Lagerinsassen ums Leben. Offiziell wurde die Zahl der Toten mit 400 Personen angegeben, inoffiziell wurden 4.050 Tote gezählt. Viele der Toten waren nicht mit Schusswaffen, wie sie die ruandische Armee verwendet, sondern mit Macheten, der typischen Waffe der Génocidaires, getötet worden. Außerdem wurden viele Menschen zu Tode getrampelt oder erdrückt. Die anwesenden UNO-Soldaten der United Nations Assistance Mission for Rwanda spielten bei den gewaltsamen Auseinandersetzungen um das Lager Kibeho nur die Rolle von zum Nichtstun verurteilten Beobachtern.
Die Regierung von Paul Kagame rechtfertigte das brutale Vorgehen der Regierungstruppen damit, dass sich unter den Flüchtlingen die Täter des Völkermords (Génocidaires) versteckt gehalten hätten, verschanzt hinter Frauen und Kindern.

## Söhne und Töchter
- Thaddée Ntihinyurwa (* 1942), emeritierter römisch-katholischer Erzbischof von Kigali
- Kizito Mihigo (1981–2020), Gospelsänger, Liedermacher, Organist und Komponist geistlicher Musik

## Bibliographie
- Hans Christoph Buch: Apokalypse Afrika oder Schiffbruch mit Zuschauern. Eichborn Verlag, Frankfurt am Main 2011. ISBN 978-3-821-86236-1.
- Helmut Strizek: Clinton am Kivu-See. Die Geschichte einer afrikanischen Katastrophe. Peter Lang, Frankfurt a.M. u. a. 2011, ISBN 978-3-631-60563-9.
- Immaculée Ilibagiza, Steve Erwin: Die Erscheinungen von Kibeho. Maria spricht zur Welt aus dem Herzen Afrikas. Media Maria, Illertissen 2017, ISBN 978-3-945401-33-0.